# Benzina
La benzina è un liquido altamente infiammabile, trasparente, di colore giallo chiarissimo, oleoso e dal caratteristico odore acre, ottenuto dalla distillazione del petrolio grezzo a temperature comprese fra i 35 e i 215 °C. Da un litro di petrolio, solo il 10% diventa benzina dopo la prima semplice distillazione. Utilizzando le frazioni più pesanti (gasolio pesante e residui di distillazione) si possono ottenere molecole più piccole adatte a essere usate come benzina, grazie a un trattamento detto cracking catalitico, attraverso il quale gli idrocarburi di maggior peso molecolare vengono frammentati in presenza di un catalizzatore.
Nell'Unione europea fino al 2000, anno del bando dell'uso di composti del piombo come antidetonanti, era addizionata con piombo tetraetile e colorata di rosso. Successivamente, la benzina senza piombo è stata identificata col nome di benzina verde, colorata in verde per aggiunta di pigmenti specifici, poi rimossi definitivamente nel 2012.

## Etimologia
Benzina origina da benzoino, a sua volta derivante dall'arabo (lu)bān Ǧāwī, "incenso di Giava", probabilmente attraverso il tedesco Benzin, dopo che, nel 1833, Eilhard Mitscherlich definì in tal modo la miscela che nel 1825 Michael Faraday aveva chiamato bicarburo d'idrogeno. Per effetto di una paretimologia, il nome è stato associato al cognome dell'ingegnere tedesco Karl Benz, l'inventore dell'automobile (1885), ma la parola risale a parecchi decenni prima.

## Storia
L'incenso di Giava, il lubān Ǧāwī era un unguento aromatico di origine vegetale scoperto nel XV secolo da Ibn Battuta. Tale sostanza venne a lungo esportata verso l'Europa, e lì gli spagnoli e gli italiani che la adoperavano le diedero rispettivamente i nomi di benjuí e benzoì, storpiature del vocabolo iniziale d'origine indonesiana; il nome preferito fu però benzoino, una voce che ebbe la meglio su tutte le altre e dalla quale deriva pure il nome della pianta da cui si estraeva l'unguento, la Styrax benzoin. Nei secoli seguenti ci furono diversi studi chimici su questa sostanza, curati in epoche diverse da Blaise de Vigenère, Liebig, Wöhler, Mitscherlich e il suo allievo Péligot, che portarono a diverse interessanti scoperte:
- i gas raffreddati di questa sostanza davano formazioni cristalline bianche polverizzabili, dette fiori di benzoino.
- La sostanza costituente questa polvere era un acido di formula C7H6O2, chiamato acido benzoico in italiano e Benzoesäure in tedesco.
- Il riscaldamento dell'acido benzoico con calce e la conseguente distillazione davano una sostanza di formula C6H6, che per derivazione fu chiamata Benzin in tedesco e benzene in italiano; essa aveva le proprietà di essere odorosa, trasparente e infiammabile.

Fu così scoperto il benzene, il primo degli idrocarburi ciclici aromatici; in seguito si trovò il modo di estrarlo anche dal petrolio. In petrolchimica, una frazione di distillazione di esso, ad alto contenuto di benzene, fu perciò chiamata benzina.
La benzina comunque acquisì comunemente questo nome solo dopo che cominciò a essere usata come carburante nel motore a scoppio. In precedenza veniva chiamata spirito di petrolio e veniva considerata un sottoprodotto di scarto della distillazione e non avendo alcun utilizzo pratico veniva smaltita nei fiumi.

## Preparazione

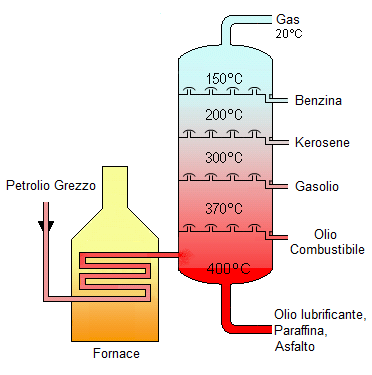
Schema semplificato del processo di distillazione frazionata del petrolio greggio, da cui si ottiene la benzina (assieme ad altri prodotti e sottoprodotti).

Il petrolio grezzo viene lavorato nelle raffinerie e comincia il suo percorso entrando in una colonna di distillazione. Qui viene separato nei suoi componenti che sono leggeri come i GPL (gas di petrolio liquefatti) o pesanti come i residui (bitume, asfalto). Prodotti intermedi sono la benzina (ancora da considerarsi non impiegabile per l'autotrazione), il cherosene, il gasolio leggero e pesante, gli oli combustibili e quelli lubrificanti.
La benzina estratta dalla colonna di distillazione è presente in percentuali molto variabili, in quanto ogni greggio è diverso dagli altri e perciò può formare una miscela di prodotti particolare. La benzina semilavorata che esce dalla colonna di distillazione, deve essere trattata in un impianto di desolforazione con idrogeno. Lo zolfo infatti danneggerebbe il catalizzatore dell'impianto successivo in cui verrà trattata per incrementarne il numero di ottano.
La benzina che esce dall'impianto di desolforazione va quindi a un impianto detto reformer che deve incrementare il numero di ottano grazie all'azione di un catalizzatore di platino che lavora in atmosfera di idrogeno. In uscita si ha una benzina con un numero di ottano molto più alto di quello in ingresso (questo fenomeno è dovuto alla formazione di aromatici nel processo di reforming) e l'entità dipende dal tipo di benzina che è stata usata come carica e anche da come è stato gestito l'impianto. Si può ottenere facilmente una benzina con numero di ottano RON = 100. Il RON è un indice rappresentativo del potere antidetonante della benzina; più è elevato e più la benzina in camera di combustione del motore brucia senza dare luogo al fenomeno del "battito in testa", dannoso per il motore.
La benzina (ora detta riformata) non ha ancora tutte le caratteristiche previste dalla legge per essere commercializzata; queste infatti sono ottenute operando un mix (blending) con altri prodotti della lavorazione del greggio come per esempio la benzina di cracking catalitico detta LCN, la benzina isomerizzata ottenuta in impianti di isomerizzazione dei componenti più leggeri C5/C6, l'alchilata. Anche l'MTBE prodotto da impianti petrolchimici e petroliferi è molto usato nel mix per ottenere le specifiche di legge per la sua commercializzazione.

## Caratteristiche
L'uso come carburante della benzina impone che essa abbia determinate caratteristiche:
- adeguata volatilità (sufficiente per un rapido avvio del motore);
- buona capacità antidetonante (capacità di non accendersi per la semplice pressione del pistone).

Quest'ultimo dato si misura con il numero di ottano (NO). Questo è un indice di riferimento a una scala, in cui l'isoottano puro è uguale a 100 (poco detonante) e il n-eptano è uguale a 0 (molto detonante). Per migliorare le proprietà antidetonanti della benzina si è in passato fatto ricorso ad additivi costituiti da composti del piombo il cui impiego, per gli effetti inquinanti, ha portato alla nascita della cosiddetta benzina verde, senza piombo. In questa, l'agente antidetonante precedente (piombo tetraetile) è stato sostituito principalmente dal benzene, ma vengono utilizzati anche metil-tert-butil-etere (MTBE) ed etil-tert-butil-etere (ETBE). Una direttiva UE ha proibito in tutta l'Unione europea la commercializzazione delle benzine contenenti piombo a partire dal 2000.
L'uso di MTBE è stato recentemente bandito negli Stati Uniti d'America per l'effetto fortemente inquinante per le falde acquifere e in quanto cancerogeno. L'ETBE viene preso ultimamente in maggiore considerazione in quanto parzialmente proveniente da fonte rinnovabile. Esso consiste infatti in un prodotto di reazione tra isobutilene ed etanolo, che può esser di origine agricola.
La benzina è estremamente infiammabile, tanto da riuscire ad accendersi con una semplice scintilla anche a distanza. Viene definito come uno dei liquidi infiammabili più pericolosi; difatti ha provocato molti danni in passato a causa di incendi ed esplosioni.

### Tipi di benzina
A seconda del processo utilizzato per il suo ottenimento, si possono identificare i seguenti tipi di benzina:
- benzina di reforming;
- benzina di cracking termico: è utilizzata come componente per benzine di autoveicoli o per oli combustibili;
- benzina di polimerizzazione: è ottenuta tramite polimerizzazione di composti idrocarburici insaturi liquidi; è utilizzata come componente per le benzine di autoveicoli;
- benzina di alchilazione: presenta un numero di ottano più elevato (≥ 100); si utilizza come componente per la benzina di motori aeronautici e come componente di benzina per autoveicoli.

Questi tipi vengono utilizzati come componenti di miscele più complesse, a cui si aggiungono anche particolari additivi, per ottenere vari tipi commerciali di benzina che si distinguono in base all'utilizzo a cui sono destinati, tra cui:
- benzina con piombo: una volta universalmente adottata per i veicoli stradali, oggi d'impiego limitatissimo e proibita quasi in tutto il mondo per la tossicità del piombo tetraetile ad essa aggiunto come antidetonante. Poteva essere "Normale" o "Super"  (o benzina "rossa") a seconda del numero di ottani;
- benzina verde (o benzina senza piombo): viene usata nei motori a scoppio o come combustibile; è la più prodotta e utilizzata nel mondo in ambito automobilistico;
- superplus 98: simile alla benzina verde, ma con numero di ottano superiore;
- benzina avio (o AvGas in inglese): è utilizzata per i motori aeronautici e per i motori dei veicoli da corsa (ad esempio nei motori di MotoGP).

In ambito automobilistico, in Italia è attualmente disponibile la benzina senza piombo con numero di ottano 95 (detta anche "Eurosuper"), che tutti i paesi dell'Unione europea hanno l'obbligo di adottare. In quasi tutta l'Unione esiste la superplus con numero di ottano pari a 98. In Italia è adottata dalla Italiana Energia e Servizi e da compagnie locali, ed è resa meno inquinante grazie ad alcuni additivi. Inoltre, in Italia è disponibile benzina con numero di ottano 100, commercializzata da Shell, Q8, Tamoil ed Eni. Le benzine con numero di ottano 98 o superiore spesso vengono integrate con altri agenti in grado di mantenere pulite le parti interne del motore, evitando la formazione di depositi carboniosi, che possono influire negativamente su prestazioni e consumi.
Queste particolari benzine sono indicate sia per i moderni motori con elevati rapporti di compressione e per quelli di vecchia concezione. Le auto progettate alcuni decenni fa (prima degli anni '90/2000), infatti, non beneficiavano della conoscenza odierna riguardo alle geometrie delle camere di combustione e alla loro influenza sui fenomeni di detonazione, mentre gli spinterogeni fornivano la corrente alle candele con una precisione del momento di accensione assai modesta e nemmeno lontanamente paragonabile agli attuali sistemi elettronici; questi limiti tecnologici portavano, a pari rapporto di compressione (cui è legata l'efficienza della combustione, quindi il rapporto prestazioni/consumi), a una richiesta ottanica superiore ad alcuni motori attuali, e infatti la super a 98/100 ottani era la benzina più diffusa, soprattutto dagli anni settanta in poi.

### Specifiche europee
Le principali specifiche dettate dai regolamenti europei (norma EN 228) sulla composizione della benzina senza piombo (aggiornate al 2009) sono:
Caratteristiche
- Colore: verde, dal 10 febbraio 2012 naturale[12];
- Aspetto: limpido;
- Densità a 15 °C: 720 kg/m³ minimo;
- RON: 95 minimo;
- MON: 85 minimo;
- Punto infiammabilità: 21 °C massimo;

Composizione
- Benzene: 1% (v/v) massimo;
- Aromatici: 35% (v/v) massimo;
- Olefine: 18% (v/v) massimo;
- Tenore di O2: 3,7% (m/m) massimo;
- MTBE+ETBE: 22% (v/v) massimo;
- Zolfo totale: 10 mg/kg massimo.

È accordato agli Stati europei di consentire la distribuzione di benzina senza piombo a 91 ottani research, detta "normale".
La colorazione verde non è caratteristica del prodotto, ma ottenuta per aggiunta di un colorante.
Da un punto di vista chimico, la benzina è di norma una miscela di idrocarburi paraffinici tra C6H14 (esano) e C8H18 (ottano) in proporzione variabile; vengono aggiunti additivi come l'MTBE e altri con funzione essenzialmente detergente.

### Additivi
Tra i possibili additivi della benzina, ci sono:
- etanolo, è quello più eco-compatibile. Se anidro (puro) ha numero di ottano di circa 110 e può essere aggiunto in qualsiasi proporzione alla benzina.
L'alcol etilico al 95%, per via del 5% d'acqua che contiene, può essere invece addizionato alla benzina in ragione non superiore al 5%, al di sopra infatti presenta problemi di stabilità della miscela che portano alla separazione delle due specie benzina e acqua.
L'alcol è un sostituto non tossico né cancerogeno di altri additivi presenti ora nelle benzine in funzione di antidetonante. Se di origine vegetale, il bilancio ambientale dell'anidride carbonica che rilascia in atmosfera è più basso di quello di origine industriale, in quanto parte dell'anidride carbonica è assorbita durante la coltivazione della specie vegetale da cui è stato ottenuto.
- nitrometano, una sostanza tossica. Come additivo non ha controindicazioni se aggiunto in piccola percentuale (es. 1%). La sua concentrazione è proporzionale alla corrosione delle parti meccaniche del cilindro. Questa sostanza è costituita da un potere calorifico corrispondente a circa il 27% rispetto a quello della benzina, ma richiede una minore quantità di comburente, ovvero se il rapporto stechiometrico tra aria e combustibile per la benzina è di 14,7:1, per il nitrometano sarà 1,9:1. In parole povere necessita di minore quantità di aria per la sua combustione; è per questo motivo che con un corretto rapporto stechiometrico aria/combustibile il nitrometano darà alla fine dei conti una maggiore energia di scoppio (due volte e mezzo circa rispetto a quella della benzina). Il nitrometano non è miscibile facilmente con la benzina, quindi è opportuno che venga accompagnato da solventi quali acetone o toluene. Dato il suo alto potere di ossidare, i motori a scoppio nell'ambito del modellismo dinamico sono rivestiti da pareti in alluminio che risulta più resistente alla corrosione delle leghe di metalli con cui vengono costruiti i motori delle automobili stradali. Il suo uso riduce, anche sensibilmente, la vita residua del motore.
- metanolo, questo additivo ha proprietà di solvente, è tossico e induce depressione del SNC (sistema nervoso centrale), aumenta il potere antidetonante, ha un potere calorifico inferiore (il 51% circa di quello della benzina) e richiede meno comburente, quindi a conti fatti se viene portato a combustione con il giusto rapporto stechiometrico genera un'energia del 26% circa in più rispetto alla benzina.
- acetone, ha una relativa bassa tossicità e vien utilizzato come antidetonante e usato fino al 5% aumenta la volatilità della benzina, migliorando l'avviamento.
- benzene, è tossico e viene utilizzato come antidetonante.

## Prezzi

### Prezzi in Italia
In Italia circa il 70% del prezzo al consumo della benzina è costituito da un'accisa sul consumo e dall'IVA. Nel settore si distingue pertanto tra:
- "prezzo" per intendere il prezzo comprensivo dell'accisa e dell'IVA
- "prezzo Siva" per intendere assolta l'accisa ma non l'IVA (Siva = senza IVA)
- "prezzo SIF/Siva" per intendere il prezzo del prodotto senza aver assolto l'accisa e l'IVA (SIF = senza imposta di fabbricazione).

Secondo i dati del Ministero dello Sviluppo Economico:
| Prodotto (1 000 litri)                        | Prezzo al consumo | Accisa | IVA    | Totale Imposte | Prezzo Netto Sif/Siva | Percentuale imposte sul prezzo al consumo |
| --------------------------------------------- | ----------------- | ------ | ------ | -------------- | --------------------- | ----------------------------------------- |
| Benzina                                       | 1.599,37          | 728,40 | 288,41 | 1.016,81       | 582,56                | 63,6 %                                    |
| Gasolio                                       | 1.488,29          | 617,40 | 268,38 | 885,78         | 602,50                | 59,5 %                                    |
| GPL                                           | 673,52            | 147,27 | 121,45 | 268,72         | 404,80                | 39,9 %                                    |
| Gasolio riscaldamento                         | 1270,48           | 403,21 | 229,10 | 702,31         | 638,17                | 55,3 %                                    |
| Prezzi medi annuali in euro per 1000 l (2018) |                   |        |        |                |                       |                                           |

L'andamento dei prezzi (tranne la componente fiscale) è nel lungo periodo collegabile ai rincari del prezzo del petrolio greggio, ma nel breve periodo è determinante soprattutto la propensione ("costo opportunità") del consumatore; quest'ultimo è il motivo per cui paradossalmente il prezzo sale quando la domanda cala (estate) e scende quando la domanda cresce (inverno). Altre voci minori del costo logistico sono il costo del trasporto del combustibile, il trasporto su gomma e le tariffe autostradali.
Riguardo all'accisa (vedi anche Accisa sui carburanti), il suo ammontare è variato una quindicina di volte nella storia d'Italia, partendo dal 1935, quando fu incrementata di 0,1 centesimi al litro per reperire le risorse alla guerra di Abissinia, aumentato poi stornato l'anno successivo. Attualmente l'ammontare dell'accisa è stabilito dal Decreto Legislativo numero 504 del 26 ottobre 1995, articolo 21 che, per l'aliquota, rimanda all'allegato I. In esso è stabilito il valore dell'accisa, ma non vengono specificate le ragioni del suo adeguamento, come spesso non vengono specificate per le variazioni di altre imposte dirette ed indirette. 
Sul prezzo della benzina, sommato all'accisa, che è una imposta fissa sulla quantità, ovvero non si incrementa all'aumentare del prezzo della benzina, viene applicata anche l'IVA (attualmente al 22%).
Inoltre, dal 1999, le Regioni hanno la facoltà di tassare i carburanti.
Con la manovra finanziaria 2011 si è stabilito l'aumento dell'IVA al 21% e l'incremento dal 1º gennaio 2012 dell'accisa sui carburanti, che ha portato a un rincaro di circa 10 cent/litro del prezzo della benzina (12 cent per il diesel) portando la benzina a circa 1,80 euro/litro a inizio 2012.
In concreto, nel decreto-legge numero 201 del 6 dicembre 2011, all'articolo 15 si dispone che l'accisa sulla benzina è portata a euro 704,20 per mille litri. Successivamente con decreto-legge numero 74 del 6 giugno 2012 l'accisa è stata portata a 724,20 per mille litri e ulteriormente a 728,40 con la determinazione dell'Agenzia delle Dogane del 9 agosto 2012, in attuazione della legge di stabilità 2012.
All'inizio di ottobre 2013 l'aliquota IVA è salita ulteriormente dal 21% al 22%.
Il petrolio viene acquistato dai Paesi produttori in dollari americani ed è quotato in tale moneta alle Borse di Londra (Brent) e New York (WTI). Il generale rafforzamento del cambio euro/dollaro dal 2000 in poi ha contribuito a mitigare l'aumento del prezzo del barile di greggio nei Paesi UE, una volta calcolato in valuta.